# Bruant (rivière)
Pour les articles homonymes, voir Bruant (homonymie).
Le Bruant est un petit affluent de la rive gauche de la Charente, qui sillonne les villages de la Saintonge, au cœur de la Charente-Maritime.

## Géographie
De 9,3 km de longueur, il prend sa source au lieu-dit Font Bruant sur la commune de Saint-Porchaire. Son cours est détourné vers les bassins des jardins du Château de la Roche-Courbon. Puis la rivière atteint les communes de Geay et de Romegoux (sur plus de deux kilomètres, elle constitue la frontière naturelle entre ces deux communes). Elle se jette dans le fleuve Charente à hauteur de la commune de Bords (située sur la rive droite de la Charente).

### Communes et cantons traversés
Dans le seul département de la Charente-Maritime, le Bruant traverse les trois communes, de l'amont vers l'aval, de Saint-Porchaire (source), Geay, Romegoux (confluence).
Soit en termes de cantons, le Bruant prend sa source et conflue dans la même canton de Saint-Porchaire, dans l'arrondissement de Saintes.

### Bassin versant
Le Bruant traverse une seule zone hydrographique « La Charente du confluent du Bramerit au confluent de la Boutonne » (R523) de 7 757 km2 de superficie.

### Organisme gestionnaire
L'organisme gestionnaire est l'EPTB Charente.

## Affluents
Le Bruant a trois tronçons affluents référencés dont :
le ruisseau de Verne (rg), 2,3 km sur les deux communes de Geay (confluence) et Romegoux (source)

### Rang de Strahler
Donc son rang de Strahler est de deux.

## Aménagements et écologie
Son cours est détourné vers les bassins des jardins du Château de la Roche-Courbon.

## Galerie

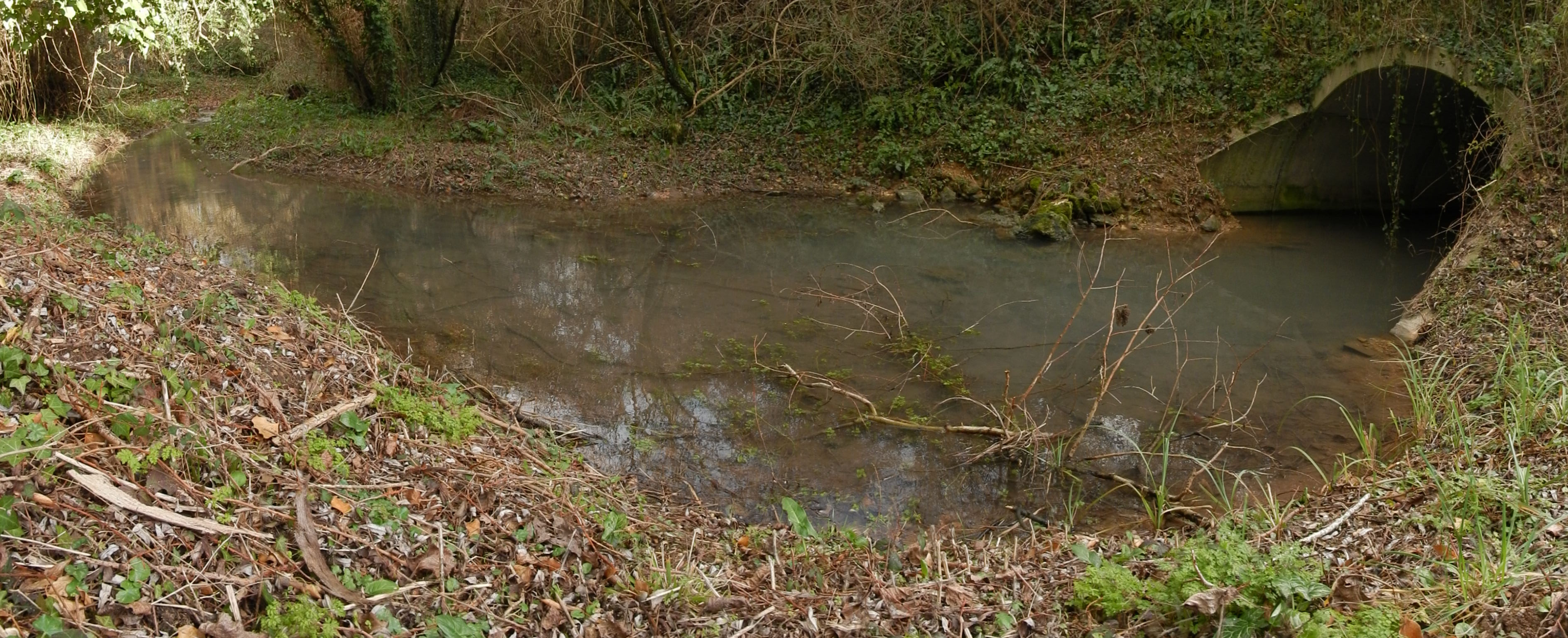
Le Bruant parcourt ses premiers mètres sous la route D137.
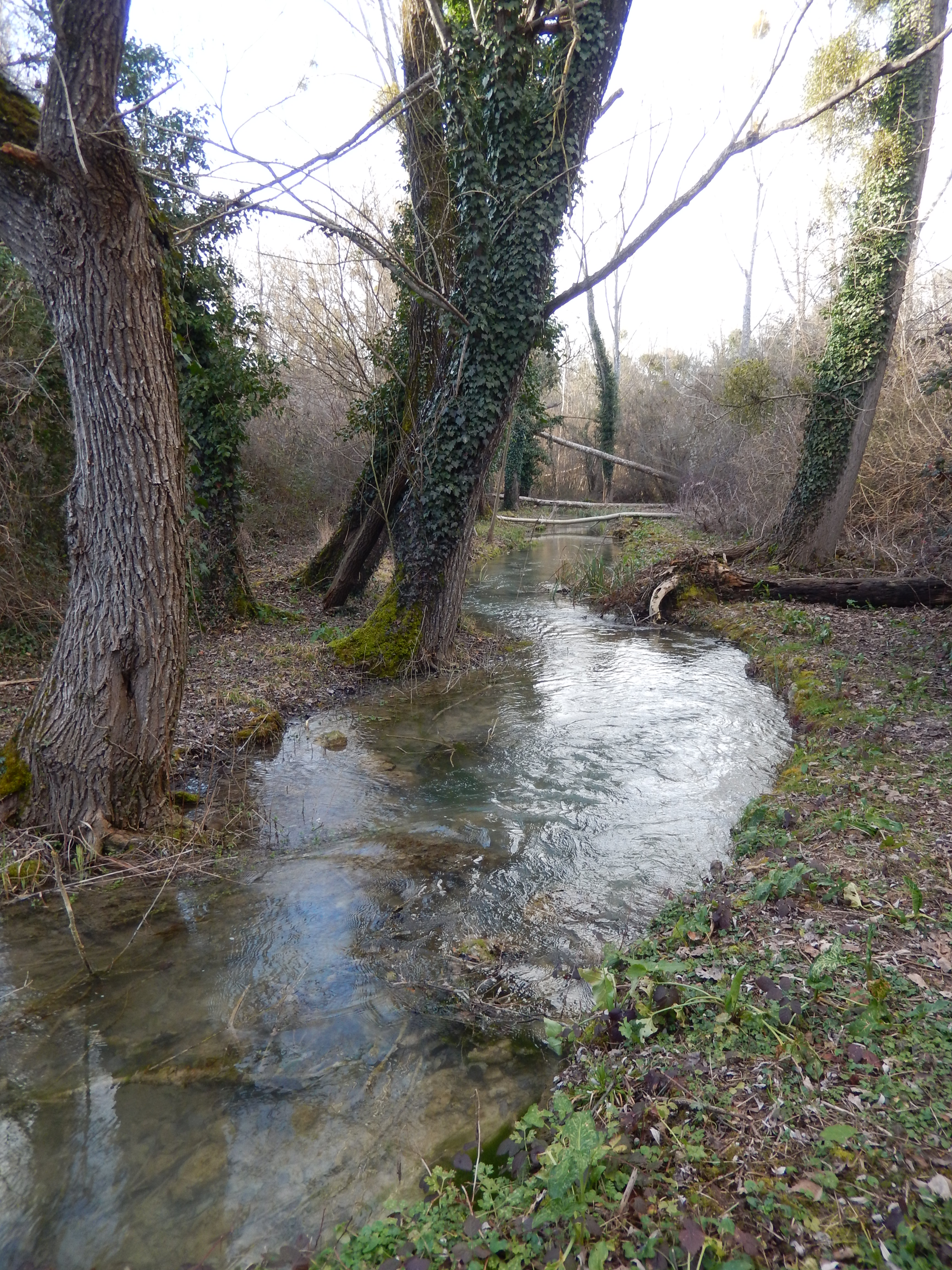
Le Bruant dans un bois en amont de Saint-Porchaire.
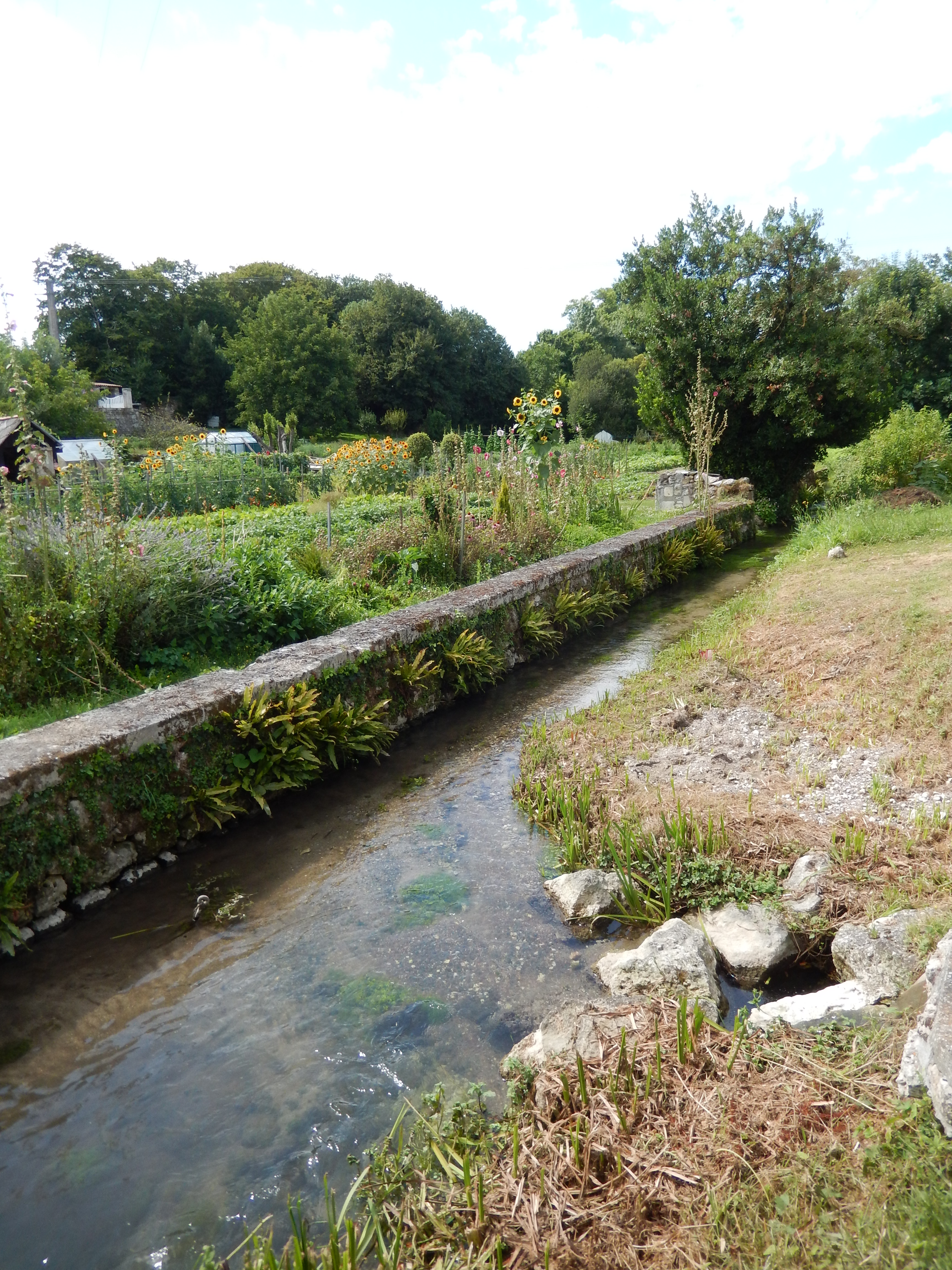
Le Bruant à Saint-Porchaire.
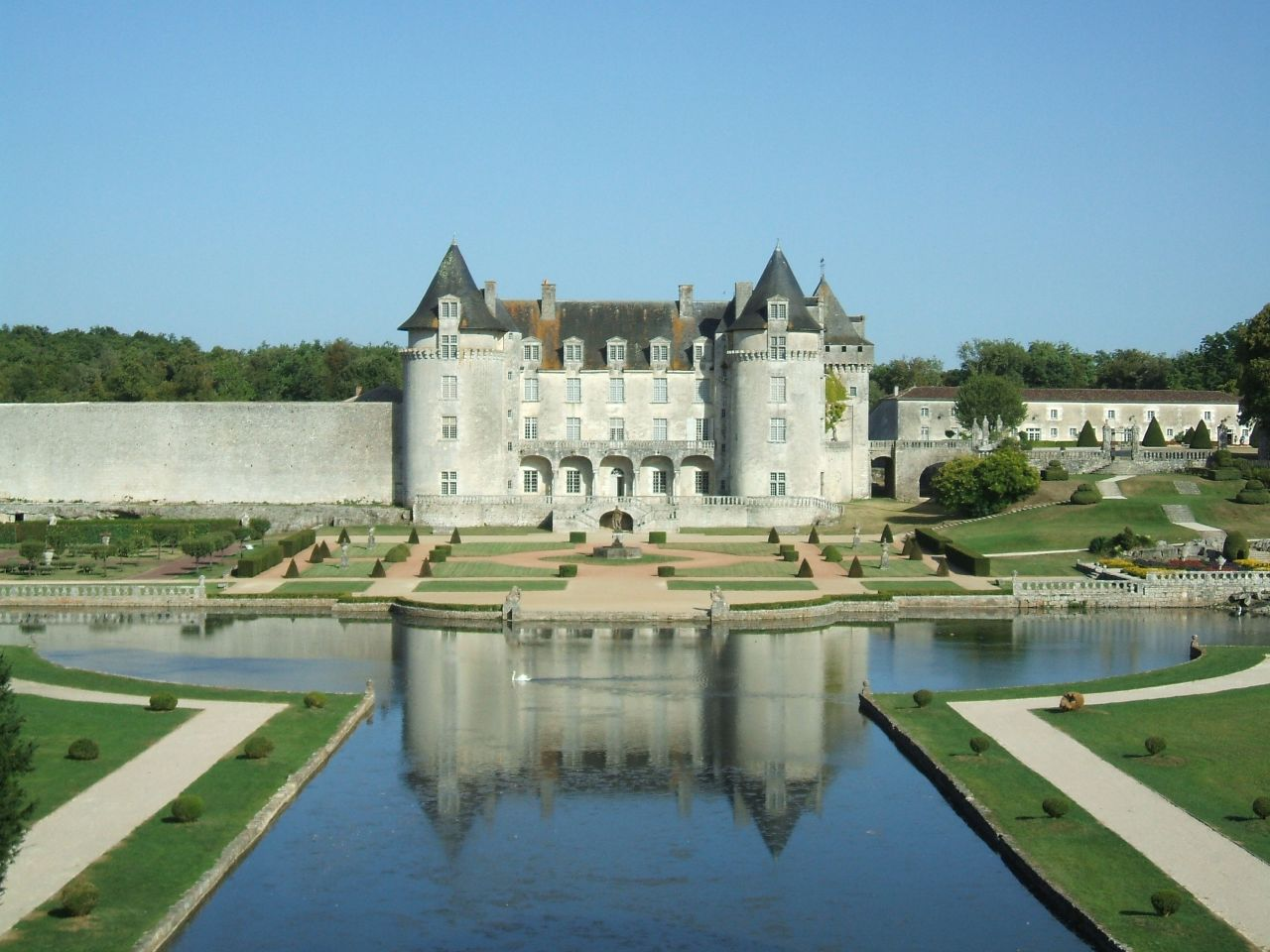
Le Bruant alimente le bassin des jardins du château de la Roche-Courbon.